# Felice Piccolo
‎
Felice Piccolo, italijanski nogometaš, * 27. avgust 1983, Pomigliano d'Arco, Italija. 
Piccolo je nekdanji nogometni branilec. V svoji karieri je bil tudi član Lazia, Reggine in Luccheseja. 